# Noordvleugel
De Noordvleugel van de Randstad is ruwweg het stedelijke gebied Haarlem-Zaanstad-Amsterdam-Utrecht. Daar tegenover ligt de Zuidvleugel, die het gebied Leiden-Den Haag-Rotterdam-Dordrecht omvat. Ingeklemd tussen de beide vleugels ligt het Groene Hart.
In 2013 en 2014 was er sprake van een plan om de Nederlandse provincies Noord-Holland, Flevoland en Utrecht samen te voegen tot een Noordvleugelprovincie, waar dan deze Noordvleugel in zijn geheel in zou liggen.